# Небезпечна ілюзія (Закохатися до смерті)
«Небезпечна ілюзія (Закохатися до смерті)» — кінофільм режисера Фредріка Бонда, що вийшов на екрани в 2013 році.

## Зміст
Чарлі Кантрімен живе в США, рятуючись за допомогою галюциногенних речовин від нудної роботи і туги нічим не примітного існування. Під час чергового наркотичного тріпу Чарлі бачить свою покійну матір, яка настійно рекомендує синові з'їздити в Бухарест. Він не сміє не послухатися маму - і там герой фільму знайомиться з дівчиною своєї мрії, а заодно - з місцевими кримінальними порядками, через що ризикує незабаром розлучитися з життям.

## Ролі
| Актор             | Роль            |
| ----------------- | --------------- |
| Шая Лабаф         | Чарлі Кантрімен |
| Еван Рейчел Вуд   | Габі Ібанеску   |
| Мадс Міккельсен   | Найджел         |
| Тіль Швайгер      | Дарко           |
| Руперт Грінт      | Карл            |
| Джеймс Баклі      | Лук             |
| Іон Карамітру     | Віктор Ібанеску |
| Вінсент Д'Онофріо | Білл            |
| Мелісса Лео       | Кейт            |
| Обрі Плаза        | Ешлі            |
| Ванесса Кірбі     | Фелісіті        |

## Знімальна група
- Режисер — Фредрік Бонд
- Сценарист — Метт Дрейк
- Продюсер — Альберт Бергер, Крейг Дж. Флорес, Вільям Хорберг
- Композитор — Крістоф Бек